# علي بيغ كندي
علي بيغ كندي هي قرية في مقاطعة ورزقان، إيران. عدد سكان هذه القرية هو 130 في سنة 2006.